# Mister Santa Catarina 2015
Mister Santa Catarina 2015 foi a 24.ª edição do tradicional concurso de beleza masculino de Mister Santa Catarina que seleciona o melhor catarinense para que este leve a sua cultura e a sua beleza em busca do título nacional de Mister Brasil. O evento foi realizado no Centreeventos Itajaí, localizado na cidade de Itajaí no dia 29 de Março, sob a coordenação de Luiz Bozzano. Participam no total, 18 candidatos representando cidades do interior. O vencedor do ano passado, o itajaiense Diogo Bernardes passou a faixa ao seu sucessor no final do certame. 

## Resultados

### Colocações
| Colocação             | Município e Candidato               |
| Mister Santa Catarina | - Imbituba - Allan Lanfredi         |
| 2º. Lugar             | - Blumenau - Bóris Gevaerd          |
| 3º. Lugar             | - Florianópolis - Eduardo Mocelim   |
| 4º. Lugar             | - Joinville - Gean Salfer           |
| 5º. Lugar             | - Balneário Piçarras - Júnior Neves |

## Candidatos
Todos os aspirantes ao título deste ano: 
| - Balneário Camboriú - João Amaral - Balneário Piçarras - Júnior Neves - Blumenau - Bóris Gevaerd - Bombinhas - Gustavo Thomazoni - Brusque - Anderson Silva - Chapecó - Vitor Kaiser - Coronel Freitas - Alex Brisot - Florianópolis - Eduardo Mocelim - Gaspar - Pedro Zuchi | - Herval do Oeste - Everton Vitti - Imbituba - Allan Lanfredi - Itajaí - Ênio Silva - Itapema - Paulo Rothhaar - Joaçaba - Sidnei Lira - Joinville - Gean Salfer - Navegantes - José Pachêco - Santo Amaro da Imperatriz - Paulo Ferreira - Videira - Rodrigo May |